# Hrabstwo Belknap
Hrabstwo Belknap (ang. Belknap County) – hrabstwo w stanie New Hampshire w Stanach Zjednoczonych. Obszar całkowity hrabstwa obejmuje powierzchnię 468,55 mil² (1213,54 km²). Według szacunków United States Census Bureau w roku 2009 miało 60 088 mieszkańców.
Hrabstwo powstało w 1840 roku. 

## Miejscowości
- Alton
- Barnstead
- Belmont
- Center Harbor
- Gilford
- Gilmanton
- Laconia
- Meredith
- New Hampton
- Sanbornton
- Tilton[3]

## CDP
- Alton
- Belmont
- Meredith
- New Hampton
- Tilton Northfield[3]

| Populacja hrabstwa w poprzednich latach | Populacja hrabstwa w poprzednich latach |
| Rok                                     | Liczba ludności                         |
| --------------------------------------- | --------------------------------------- |
| 1980                                    | 42 806                                  |
| 1990                                    | 49 216                                  |
| 2000                                    | 56 325                                  |
| 2005                                    | 61 547                                  |